# Macronemus filicornis
Macronemus filicornis là một loài bọ cánh cứng trong họ Cerambycidae.